# Neverwinter Nights: Shadows of Undrentide
Neverwinter Nights: Shadows of Undrentide – pierwszy dodatek do komputerowej gry fabularnej Neverwinter Nights. Według producenta, kampania dla pojedynczego gracza zapewnia ponad 20 godzin rozgrywki. Dodano 5 nowych klas prestiżowych, 12 nowych rodzajów stworzeń i 3 zestawy segmentów.